# متنزه لا كامبانا الوطني
متنزه لا كامبانا الوطني (بالإنجليزية: La Campana National Park) هو منطقةٌ محميةٌ، تقع في سلسلة جبال كوردييرا دي لا كوستا، ضمن مقاطعة كيويوتا، في إقليم فالبارايسو، تشيلي.

## نبذة
يمتد متنزه لا كامبانا الوطني على مساحة تقارب 80 كيلومترًا مربعًا، ويُعد موطنًا لإحدى آخر غابات نخيل الجوبية التشيلية المتبقية، حيث كان ينتشر هذا النوع من النخيل في العصور السابقة على نطاق أوسع بكثير مما هو عليه اليوم.
في عام 1984، صنف اليونسكو المتنزه ضمن محميات المحيط الحيوي، إلى جانب محمية لاغو بينيولاس الوطنية.